# The Coffin Train
The Coffin Train — восьмой студийный альбом британской хэви-метал-группы Diamond Head, выпущенный 24 мая 2019 года на лейбле Silver Lining Music. На песни «The Coffin Train», «Belly of the Beast», «The Sleeper» и «Death by Design» были сняты музыкальные клипы. Альбом был выпущен в стандартной упаковке для компакт-дисков, в диджипаке и 12-дюймовом виниле.

## Предыстория и запись альбома
В интервью с Брайаном Татлером и Расмусом Бом Андерсеном Адрианом Хекстоллом из MyGlobalMind о значении названия Андерсон заявил, что «название „The Coffin Train“ (в переводе с англ. — «Поезд-гроб») произошло от образа, который сам по себе был получен из сна или кошмара, который у меня был, который был своего рода антиутопическим сном — представлял себе этот поезд, который является своего рода старым паровозом с вагонами в качестве гробов. и части тела, вылетающие и как бы мчащиеся прочь от фона и горизонта. Это похоже на ядерное грибовидное облако, и это что-то вроде антиутопического конца света. Я думаю, что это было что-то вроде моего подсознания, говорящего со мной о том, как я отношусь к текущему состоянию мира».
Работа над написанием нового материала началась в конце 2016 года. В январе 2017 года Татлер и Андерсен начали работу в домашней студии, работая над идеями и развивая их. Вместе они написали вступительный трек «Belly of the Beast» с нуля в его студии. После они принесли наработки песен группе и совместно сделали аранжировки, а затем отправились в студию звукозаписи. Тексты песен и барабаны в основном были написаны Расмусом Бом Андерсеном во время турне группы по США и Канаде. В студии записывался бас, гитары и вокал, после чего Рас дома занимался оркестровкой и микшированием, которое заняло несколько месяцев и было закончено в сентябре 2018 года.

## Критический приём
| Оценки критиков    | Оценки критиков |
| Источник           | Оценка          |
| ------------------ | --------------- |
| Blabbermouth       | 7/10            |
| Metal Injection    | 4/10            |
| SonicPerspectives  | [ 10 ]          |
| Consequence        | B               |
| TheMetalWanderlust | 4/5             |
| MoshPitNation      | 4/5             |
| Sputnikmusic       | 3.5/5           |

Реакция на альбом была в целом положительной, критики хвалили альбом как возвращение к форме и продолжение импульса, полученного группой благодаря своему одноимённому альбому Diamond Head ещё в 2016 году. Рецензент из TheRockpit заявил, что «The Coffin Train мчится по рельсам, уничтожая все на своем пути. Звук объёмный и гулкий с кристально чистым производством», подводя итоги того, что «The Coffin Train — отличный альбом с превосходной гитарной работой, плотной ритм-секцией и вокалом, который парит, как орел».
Обзор от GetReadytoRock был более критичным по отношению к записи. В то время как они похвалили большую часть материала на «The Coffin Train», включая заглавный трек, «Belly of the Beast» и «The Messenger», заявив, что это «хрустящий металл, который завершает старую школу с отличием». Однако, было заявлено что «„The Phoenix“ — это чрезмерный трек, а в альбоме ближе к „Until We Burn“ гораздо больше сыра, чем полезно для пищеварения». Они закончили рецензию на позитивной ноте, сказав: «Этот альбом будет спорным. Твердолобым фанатам будет трудно проглотить. Это не NWOBHM и, конечно, не преемник „Lightning to the Nations“, но взятый отдельно от основного творчества команды, это прекрасный, хорошо продуманный и мощный альбом. Огромное уважение Татлеру за то, что он придерживается своих ценностей, но при этом ищет современное звучание, сочетающееся с его металлическими инстинктами».
Фернандо Алвес из Sputnikmusic дал ему положительный отзыв, сказав: «За исключением дебютного альбома, я никогда не обращал особого внимания на этих парней, поэтому The Coffin Train застал меня врасплох. В отличие от многих возрождений именитых групп прошлого, которые только пытаются подражать давно ушедшим дням славы, группа пытается по-своему сделать что-то более репрезентативное для того, чем они являются в настоящее время, с гораздо большим акцентом на 90-е, чем в их более раннем звуке NWOBHM. Поклонникам старой школы, вероятно, не понравится этот менее тяжелый, более отточенный и мейнстримный подход, но лично я нахожу его довольно приятным и весёлым».

## Список композиций
Вся музыка написана Расмусом Бом Андерсеном, Брайаном Татлером и Карлом Уилкоксом, если не указано иное..
| №                   | Название                | Автор(ы)                                   | Длительность |
| ------------------- | ----------------------- | ------------------------------------------ | ------------ |
| 1.                  | «Belly of the Beast»    |                                            | 4:34         |
| 2.                  | «The Messenger»         |                                            | 5:16         |
| 3.                  | «The Coffin Train»      |                                            | 6:11         |
| 4.                  | «Shades of Black»       | Андерсен Татлер Дин Эштон Уилкокс          | 4:40         |
| 5.                  | «The Sleeper (Prelude)» | Андерсен Уилкок                            | 0:59         |
| 6.                  | «The Sleeper»           |                                            | 5:45         |
| 7.                  | «Death by Design»       |                                            | 4:44         |
| 8.                  | «Serrated Love»         | Андерсен Татлер Энди Эбберли Эштон Уилкокс | 6:20         |
| 9.                  | «The Phoenix»           | Андерсен Эбберли Эштон Уилкокс             | 5:39         |
| 10.                 | «Until We Burn»         |                                            | 5:57         |
| Общая длительность: | Общая длительность:     | Общая длительность:                        | 50:05        |

## Участники записи
Diamond Head
- Расмус Бом Андерсен — вокал
- Брайан Татлер — соло-гитара, бэк-вокал
- Энди «Abbz» Эбберли — ритм-гитара
- Дин Эштон — бас-гитара
- Карл Уилкокс — ударные

Гости
- Иэн Кук — закадровый голос (трек 5)

Технический персонал
- Расмус Бом Андерсен — продюсер и микширование в Raw Sound Studio
- Тревор Гибсон — запись (ударные), звукоинженер в студии Circle/Adam Beddow Vigo Studio
- Джон Дэвис — мастеринг в студии Metropolis
- Трэвис Смит — обложка
- Адам Беддоу — запись

## Чарты
| Chart (2019)                                  | Peak position |
| --------------------------------------------- | ------------- |
| Бельгия/Валлония (Ultratop)                   | 128           |
| Шотландия (Scottish Albums Chart)             | 41            |
| Швейцария (Schweizer Hitparade)               | 88            |
| Великобритания (UK Independent Albums Chart)  | 18            |
| Великобритания (UK Rock & Metal Albums Chart) | 5             |